# Michael Tarnat
Michael "Tanne" Tarnat  est un ancien footballeur allemand né le 27 octobre 1969 à Hilden. Il est connu notamment pour ses coups francs, et ses puissantes frappes.

## Biographie

### En club
Tarnat commence à jouer au football dans sa ville natale dans le club SV Hilden Nord. À 19 ans il est recruté par le MSV Duisbourg, qui évolue lors de la saison 1990-1991 en 2. Bundesliga. Pour sa première saison professionnelle il participe à 33 matchs sur 38 et marque 4 buts. Il marque son premier but lors de la deuxième journée sept minutes après son entrée en jeu contre le VfL Osnabrück, à la 84e minute (score final 0-2).
Pendant les quatre saisons qu'il évolue à Duisbourg il monte deux fois en Bundesliga mais est également relégué deux fois.
Avant la saison 1994-1995 de la Bundesliga il s'engage avec le Karlsruher SC, il y reste trois saisons avant de rejoindre le Bayern Munich, pendant les six saisons chez les bavarois il remporte 13 titres. Lors de la saison 2000-2001, il remporte la Ligue des Champions, mais ne participe pas à la finale.
Lors de la saison 2003-2004, il rejoint Manchester City puis revient en Allemagne en fin de saison dans le club de Hanovre 96 où il termine sa carrière de joueur en 2009.
Il retourne à Munich et devient recruteur sportif pour le Bayern Munich, en 2017 il retourne au Hanovre 96 pour diriger le centre d'entraînement des jeunes.

### En équipe nationale
Il joue 19 fois pour l'équipe nationale entre 1996 et 1999, 
il débute le 9 octobre 1996 contre l'Arménie, pour un match de qualification pour la Coupe du Monde, en rentrant à la 75e minute. 
En 1998, il participe à la Coupe du monde en France, il joue quatre matchs et marque un but contre la Yougoslavie, son tir est dévié par Siniša Mihajlović et permet à l'Allemagne menée 0-2 de revenir au score, score final 2-2.
Il termine sa carrière internationale lors de la victoire 3-1 dans un match de qualification pour l'Euro 2000 le 14 octobre 1998 contre la Moldavie, à Chisinau.

## Palmarès

### Avec le Bayern Munich
- Vainqueur de la Coupe Intercontinentale en 2001
- Vainqueur de la Ligue des Champions en 2001
- Champion d'Allemagne en 1999, 2000, 2001 et 2003
- Vainqueur de la Coupe d'Allemagne en 1998, 2000 et 2003
- Vainqueur de la Coupe de la Ligue en 1997, 1998, 1999 et 2000
- Finaliste de la Ligue des Champions en 1999
- Vice-champion d'Allemagne en 1998
- Finaliste de la Coupe d'Allemagne en 1999

## Anecdotes
- le 18 septembre 1999 : Michael Tarnat par une belle parade évite un but en fin de rencontre et préserve la victoire à l'extérieur (1-2) du  Bayern Munich contre l'Eintracht Francfort, car à la 62e minute de la partie il remplace le gardien Bernd Dreher, blessé, qui lui même avait remplacé le gardien titulaire Oliver Kahn[2].

- le 26 mai 1999 : il participe à la mémorable finale de la Ligue des Champions où le Bayern Munich menant 1-0 après le temps réglementaire encaisse deux buts dans les arrêts de jeu (score final 2-1 pour Manchester United).

- le 16 mai 2009 : Michael Tarnat voulait arrêter sa carrière de joueur en 2007, mais à la demande de son club prolongea son contrat au Hanovre 96 d'un an, lors de l'avant dernier match de la saison 2008-2009, on lui annonça la fin de son contrat à quelques heures du dernier match à domicile, après son changement à la 58e minute il refusa de serrer la main de son entraîneur, Dieter Hecking, qui condamna son attitude, à la suite de cet incident il décida d'arrêter sa carrière de joueur.